# Campionati del mondo di atletica leggera 1993 - 100 metri piani maschili
I 100 m maschili si sono tenuti il 14 e 15 agosto 1993. 
La medaglia d'oro, Linford Christie, con i suoi 33 anni e 135 giorni, fu il campione mondiale sui 100 m più anziano.

## Batterie

### Batteria 1
| Pos | Atleta                 | Tempo |
| --- | ---------------------- | ----- |
| 1.  | Dennis Mitchell (USA)  | 10.26 |
| 2.  | Satoru Inoue (JPN)     | 10.43 |
| 3.  | Ato Boldon (TTO)       | 10.51 |
| 4.  | Edmund Estaphane (LCA) | 10.54 |
| 5.  | Miguel Janssen (ABW)   | 10.62 |
| 6.  | Sun-Kuk Jin (KOR)      | 10.66 |
| 7.  | Ahmed Al-Moamari (OMN) | 10.78 |
| 8.  | Arfin Abdullah (IDN)   | 11.11 |

### Batteria 2
| RANK | HEAT 2                   | TIME  |
| ---- | ------------------------ | ----- |
| 1.   | Frank Fredericks (NAM)   | 10.32 |
| 2.   | Alexandros Terzian (GRC) | 10.36 |
| 3.   | Kirk Cummins (BRB)       | 10.44 |
| 4.   | Anvar Kuchmuradov (UZB)  | 10.56 |
| 5.   | Charles Tayot (GAB)      | 10.82 |
| 6.   | Cephas Lemba (ZMB)       | 10.87 |
| 7.   | A. Tamba (LBR)           | 11.29 |
|      | Stefan Burkart (CHE)     | DNS   |

### Batteria 3
| RANK | HEAT 3                 | TIME  |
| ---- | ---------------------- | ----- |
| 1.   | Linford Christie (GBR) | 10.24 |
| 2.   | Arnaldo da Silva (BRA) | 10.41 |
| 3.   | Daniel Cojocaru (ROU)  | 10.49 |
| 4.   | Stephen Lewis (MSR)    | 10.59 |
| 5.   | Junior Cornette (GUY)  | 10.61 |
| 6.   | David Nkoua (CGO)      | 10.92 |
|      | Gustavo Envela (GEQ)   | DNS   |

### Batteria 4
| RANK | HEAT 4                      | TIME  |
| ---- | --------------------------- | ----- |
| 1.   | Bruny Surin (CAN)           | 10.23 |
| 2.   | Emmanuel Tuffour (GHA)      | 10.30 |
| 3.   | Jean-Olivier Zirignon (CIV) | 10.38 |
| 4.   | Abdulieh Janneh (GMB)       | 10.66 |
| 5.   | Abdolsadeh Gorgani (IRN)    | 10.67 |
| 6.   | Mario Bonello (MLT)         | 11.05 |
| 7.   | Lam Hai Van (VNM)           | 11.28 |
|      | Augustine Nketia (NZL)      | DNS   |

### Batteria 5
| Pos | Atleta                      | Tempo |
| --- | --------------------------- | ----- |
| 1.  | Andre Cason (USA)           | 10.09 |
| 2.  | Daniel Sangouma (FRA)       | 10.40 |
| 3.  | Driss Bensaddou (MAR)       | 10.51 |
| 4.  | Enrique Talavera (ESP)      | 10.58 |
| 5.  | Wayne Watson (JAM)          | 10.64 |
| 6.  | Golam Ambia (BGD)           | 10.72 |
| 7.  | Theodore Haba (GIN)         | 10.75 |
| 8.  | Nouredine Ould Menira (MTN) | 10.96 |

### Batteria 6
| RANK | HEAT 6                       | TIME  |
| ---- | ---------------------------- | ----- |
| 1.   | Carl Lewis (USA)             | 10.15 |
| 2.   | Marc Blume (DEU)             | 10.36 |
| 3.   | Atlee Mahorn (CAN)           | 10.55 |
| 4.   | Sanusi Turay (SLE)           | 10.68 |
| 5.   | Hisatsugu Suzuki (JPN)       | 10.72 |
| 6.   | Ricky Canon (NRU)            | 11.72 |
| 7.   | Chehou Inzoudine Bakar (COM) | 11.99 |
|      | Gaetan Desmangles (FRA)      | DQ    |

### Batteria 7
| Pos | Atleta               | Tempo |
| --- | -------------------- | ----- |
| 1.  | Daniel Effiong (NGR) | 10.23 |
| 2.  | Oumar Loum (SEN)     | 10.41 |
| 3.  | Jiri Valik (CZE)     | 10.48 |
| 4.  | Marek Zalewski (POL) | 10.49 |
| 5.  | Miguel Miranda (MEX) | 10.71 |
| 6.  | Trevor Davis (AIA)   | 10.78 |
| 7.  | Laurent Kemp (LUX)   | 10.95 |

### Batteria 8
| Pos | Atleta                        | Tempo |
| --- | ----------------------------- | ----- |
| 1.  | Raymond Stewart (JAM)         | 10.23 |
| 2.  | Aleksandr Porkhomovskiy (RUS) | 10.36 |
| 3.  | Salaam Gariba (GHA)           | 10.38 |
| 4.  | Max Moriniére (FRA)           | 10.50 |
| 5.  | Khalid Juma (BHR)             | 10.93 |
| 6.  | Eswort Coombs (VIN)           | 10.95 |
| 7.  | Mark Sherwin (COK)            | 11.37 |
|     | Saad Al-Matary (KUW)          | DNS   |

### Batteria 9
| Pos | Atleta                  | Tempo |
| --- | ----------------------- | ----- |
| 1.  | Robert Esmie (CAN)      | 10.30 |
| 2.  | Jason John (GBR)        | 10.34 |
| 3.  | Vitaliy Savin (KAZ)     | 10.35 |
| 4.  | Ousmane Diarra (MLI)    | 10.42 |
| 5.  | Fabian Muyaba (ZIM)     | 10.55 |
| 6.  | Claus Hirsbro (DEN)     | 10.78 |
| 7.  | Danny Charles (SEY)     | 11.00 |
| 8.  | Bounhom Siliphone (LAO) | 11.46 |

## Quarti di finale
- Held on Saturday 1993-08-14

| RANK | HEAT 1                 | TIME  |
| ---- | ---------------------- | ----- |
| 1.   | Carl Lewis (USA)       | 10.11 |
| 2.   | Robert Esmie (CAN)     | 10.30 |
| 3.   | Jason John (GBR)       | 10.31 |
| 4.   | Satoru Inoue (JPN)     | 10.34 |
| 5.   | Daniel Sangouma (FRA)  | 10.47 |
| 6.   | Jiri Valik (CZE)       | 10.53 |
| 7.   | Edmund Estaphane (LCA) | 10.57 |
| 8.   | Driss Bensaddou (MAR)  | 10.63 |

| RANK | HEAT 2                      | TIME  |
| ---- | --------------------------- | ----- |
| 1.   | Dennis Mitchell (USA)       | 10.08 |
| 2.   | Raymond Stewart (JAM)       | 10.11 |
| 3.   | Daniel Effiong (NGR)        | 10.15 |
| 4.   | Atlee Mahorn (CAN)          | 10.20 |
| 5.   | Marc Blume (GER)            | 10.32 |
| 6.   | Salaam Gariba (GHA)         | 10.42 |
| 7.   | Jean-Olivier Zirignon (CIV) | 10.44 |
| 8.   | Marek Zalewski (POL)        | 10.49 |

| RANK | HEAT 3                        | TIME  |
| ---- | ----------------------------- | ----- |
| 1.   | Linford Christie (GBR)        | 10.00 |
| 2.   | Bruny Surin (CAN)             | 10.07 |
| 3.   | Aleksandr Porkhomovskiy (RUS) | 10.33 |
| 4.   | Alexandros Terzian (GRE)      | 10.34 |
| 5.   | Vitaliy Savin (KAZ)           | 10.36 |
| 6.   | Ousmane Diarra (MLI)          | 10.41 |
| 7.   | Max Morinière (FRA)           | 10.58 |
| 8.   | Kirk Cummins (BAR)            | 10.60 |

| RANK | HEAT 4                   | TIME  |
| ---- | ------------------------ | ----- |
| 1.   | Andre Cason (USA)        | 9.96  |
| 2.   | Frankie Fredericks (NAM) | 10.06 |
| 3.   | Emmanuel Tuffour (GHA)   | 10.26 |
| 4.   | Oumar Loum (SEN)         | 10.33 |
| 5.   | Arnaldo da Silva (BRA)   | 10.38 |
| 6.   | Daniel Cojocaru (ROM)    | 10.41 |
| 7.   | Ato Boldon (TRI)         | 10.48 |
| —    | Fabian Muyaba (ZIM)      | DNS   |

## Semifinali
| Pos | Atleta                   | Tempo |
| --- | ------------------------ | ----- |
| 1.  | Andre Cason (USA)        | 9.94  |
| 2.  | Daniel Effiong (NGR)     | 9.98  |
| 3.  | Carl Lewis (USA)         | 10.02 |
| 4.  | Frankie Fredericks (NAM) | 10.05 |
| 5.  | Atlee Mahorn (CAN)       | 10.21 |
| 6.  | Jason John (GBR)         | 10.34 |
| 7.  | Alexandros Terzian (GRE) | 10.36 |
| 8.  | Satoru Inoue (JPN)       | 10.39 |

| Pos | Atleta                        | Tempo |
| --- | ----------------------------- | ----- |
| 1.  | Linford Christie (GBR)        | 9.97  |
| 2.  | Dennis Mitchell (USA)         | 10.06 |
| 3.  | Bruny Surin (CAN)             | 10.07 |
| 4.  | Raymond Stewart (JAM)         | 10.16 |
| 5.  | Aleksandr Porkhomovskiy (RUS) | 10.20 |
| 6.  | Emmanuel Tuffour (GHA)        | 10.23 |
| 7.  | Robert Esmie (CAN)            | 10.23 |
| 8.  | Oumar Loum (SEN)              | 10.60 |

## Finale
| Pos | Atleta                   | Tempo   |
| --- | ------------------------ | ------- |
|     | Linford Christie (GBR)   | 9.87 ER |
|     | Andre Cason (USA)        | 9.92    |
|     | Dennis Mitchell (USA)    | 9.99    |
| 4.  | Carl Lewis (USA)         | 10.02   |
| 5.  | Bruny Surin (CAN)        | 10.02   |
| 6.  | Frankie Fredericks (NAM) | 10.03   |
| 7.  | Daniel Effiong (NGR)     | 10.04   |
| 8.  | Raymond Stewart (JAM)    | 10.18   |